# San Filippo Neri in Eurosia (församling)
San Filippo Neri in Eurosia är en församling i Roms stift, belägen i Garbatella i quartiere Ostiense och helgad åt den helige Filippo Neri (1515–1595), präst och ordensgrundare. Församlingen upprättades den 20 december 1952 av kardinalvikarie Clemente Micara genom dekretet Mirabili sollicitudine.
Församlingen förestås av Oratorieorden.
Till församlingen San Filippo Neri in Eurosia hör följande kyrkobyggnader och kapell:
- San Filippo Neri in Eurosia, Via delle Sette Chiese 103
- Santi Isidoro ed Eurosia, Via delle Sette Chiese 101
- Santa Maria Assunta ai Palazzoni, Via Cristoforo Colombo 310

## Bilder
| - Kyrkan Santi Isidoro ed Eurosia. |